# Limit Hayflicka
Limit Hayflicka – maksymalna liczba podziałów komórkowych. Leonard Hayflick w 1965 zaobserwował, że komórki w hodowli są w stanie podzielić się ograniczoną liczbę razy, zanim ulegną apoptozie, a im bliżej limitu tym więcej oznak starzenia wykazują. Limit Hayflicka jest uważany za jedną z przyczyn starzenia się.
Zostało wykazane, że istnieje dodatnia korelacja pomiędzy pozostałą liczbą możliwych podziałów komórki a długością telomerów.
Liczba podziałów jest zależna od rodzaju komórki i organizmu, z którego pochodzi. Dla ludzi wynosi ona około 50. Limit Hayflicka dotyczy tylko komórek zróżnicowanych – komórki macierzyste mogą dzielić się bez ograniczeń. Nie dotyczy on także komórek nowotworowych.

## Literatura
- L. Hayflick, The limited in vitro lifetime of human diploid cell strains, „Exp Cell Res”, 37 (3), 1965, s. 614–636, DOI: 10.1016/0014-4827(65)90211-9, PMID: 14315085.
- Zych Adam A. Słownik gerontologii społecznej, Wydawnictwo Naukowe „Żak”, Warszawa 2001.
- Zych Adam A. Leksykon gerontologii, wyd. II, Oficyna Wydawnicza „Impuls”, Kraków 2010.
- Zych Adam A. Przekraczając ‘smugę cienia’. Szkice z gerontologii i tanatologii, Wydawnictwo Naukowe „Śląsk”, Katowice 2009.